# Eerste Kamerverkiezingen 1884
De Eerste Kamerverkiezingen 1884 waren tussentijdse Nederlandse verkiezingen voor de Eerste Kamer der Staten-Generaal. Zij vonden plaats op 5 november 1884.
De verkiezingen werden gehouden als gevolg van de ontbinding van de Eerste Kamer, nadat een voorstel tot wijziging van de Grondwet in eerste lezing door Tweede Kamer en Eerste Kamer was aangenomen.
Bij deze verkiezingen kozen de leden van Provinciale Staten - die bij de Statenverkiezingen in mei 1883 gekozen waren - in elf kiesgroepen naar provincie 39 nieuwe leden.
De uitslag van de verkiezingen was als volgt:
| Groepering                | Zetels | Zetels | Zetels | Zetelverdeling naar provincie | Zetelverdeling naar provincie | Zetelverdeling naar provincie | Zetelverdeling naar provincie | Zetelverdeling naar provincie | Zetelverdeling naar provincie | Zetelverdeling naar provincie | Zetelverdeling naar provincie | Zetelverdeling naar provincie | Zetelverdeling naar provincie | Zetelverdeling naar provincie |
| Groepering                | 1883   | 1884   | +/−    | Gr                            | F                             | D                             | O                             | Ge                            | U                             | NH                            | ZH                            | Z                             | NB                            | L                             |
| ------------------------- | ------ | ------ | ------ | ----------------------------- | ----------------------------- | ----------------------------- | ----------------------------- | ----------------------------- | ----------------------------- | ----------------------------- | ----------------------------- | ----------------------------- | ----------------------------- | ----------------------------- |
| liberalen                 | 24     | 25     | +1     | 2                             | 3                             | 1                             | 3                             | 3                             |                               | 4                             | 7                             | 2                             |                               |                               |
| katholieken               | 7/8    | 8      | 0      |                               |                               |                               |                               |                               |                               |                               |                               |                               | 5                             | 3                             |
| gematigde liberalen       | 5/4    | 2      | −2     |                               |                               |                               |                               |                               | 1                             | 1                             |                               |                               |                               |                               |
| conservatief-liberalen    | 1      | 2      | +1     |                               |                               |                               |                               | 1                             |                               | 1                             |                               |                               |                               |                               |
| conservatieven            | 1      | 1      | 0      |                               |                               |                               |                               | 1                             |                               |                               |                               |                               |                               |                               |
| conservatief-protestanten | 1      | 1      | 0      |                               |                               |                               |                               |                               | 1                             |                               |                               |                               |                               |                               |
| totaal                    | 39     | 39     | 0      | 2                             | 3                             | 1                             | 3                             | 5                             | 2                             | 6                             | 7                             | 2                             | 5                             | 3                             |

## Gekozenen
Bij deze verkiezingen waren alle 39 leden aftredend, van wie 35 herkozen werden. De stemmingen voor de overige vacatures hadden de volgende resultaten:
- Door Provinciale Staten van Drenthe werd in eerste instantie Hendrik van Lier (liberalen) gekozen die de aftredende afgevaardigde Hendrik Carsten (gematigde liberalen) versloeg met 18 tegen 16 stemmen. Van Lier besloot zijn benoeming niet te aanvaarden. In een tweede stemming werd Warmold van der Feltz (liberalen) gekozen, die eveneens zijn benoeming niet aanvaardde omdat hij tevens tot lid van de Tweede Kamer was gekozen. In een derde stemming werd Godert de Vos van Steenwijk (liberalen) gekozen.
- Door Provinciale Staten van Gelderland werd Frederik van Pallandt van Keppel (conservatief-liberalen) gekozen in de vacature ontstaan door het aftreden van Carel Nobel (liberalen) die had aangegeven niet herkiesbaar te zijn.
- Door Provinciale Staten van Noord-Holland werd Johannes Tak van Poortvliet (liberalen) gekozen die de aftredende afgevaardigde Adriaan Teding van Berkhout versloeg met 35 tegen 31 stemmen.
- Door Provinciale Staten van Zuid-Holland werd Jacobus van der Breggen (liberalen) gekozen in de vacature ontstaan door het aftreden van Willem de Beaufort (gematigde liberalen) die zich niet herkiesbaar had gesteld vanwege zijn verkiezing tot lid van de Tweede Kamer.

De zittingsperiode van de Eerste Kamer ging in op 17 november 1884. De zittingstermijn van leden van de Eerste Kamer bedroeg wettelijk negen jaar.
*1850 · 1853 · 1856 · 1859 · 1862 · 1865 · 1868 · 1871 · 1874 · 1877 · 1880 · 1883 · *1884 · 1887 (I) · *1887 (II) · *1888 · 1890 · 1893 · 1896 · 1899 · 1902 · *1904 · 1907 · 1910 · 1913 · 1916 · *1917 · 1919 · *1922 · *1923 · 1926 · 1929 · 1932 · 1935 · *1937 · *1946 · *1948 · 1951 · *1952 · 1955 · *1956 (I) · *1956 (II) · 1960 · *1963 · 1966 · 1969 · *1971 · 1974 · 1977 · 1980 · *1981 · *1983 · *1986 · 1987 · 1991 · 1995 · 1999 · 2003 · 2007 · 2011 · 2015 · 2019 · 2023

* algemene verkiezingen in verband met vervroegde ontbinding van de Eerste Kamer

vanaf 1987 bedraagt de vaste zittingstermijn van de Eerste Kamer vier jaar